# Lee Chong Wei
Lee Chong Wei (giản thể: 李宗伟; phồn thể: 李宗偉; Hán-Việt: Lý Tông Vĩ; bính âm: Lǐ Zōngwěi), sinh ngày 21 tháng 10 năm 1982 tại Bagan Serai, Perak) là một cựu vận động viên cầu lông chuyên nghiệp người Malaysia. Với tư cách tay vợt đánh đơn, anh đã xếp hạng nhất 199 tuần liên tiếp từ 21 tháng 8 năm 2008 tới 14 tháng 6 năm 2012 trên bảng xếp hạng của Liên đoàn Cầu lông Thế giới. Anh là tay vợt người Malaysia thứ ba đạt được thứ hạng như vậy sau Rashid Sidek và Roslin Hashim (từ khi có xếp hạng chính thức từ những năm 1980), và là tay vợt Malaysia duy nhất xếp hạng 1 trong hơn một năm.
Tháng 6 năm 2019, ảnh hưởng của căn bệnh ung thư mũi khiến Lee Chong Wei không thể tiếp tục thi đấu chuyên nghiệp được nữa, anh quyết định giải nghệ.

## Cuộc sống cá nhân
Lee Chong Wei sinh ra trong một gia đình người Malaysia gốc Hoa. Lúc còn nhỏ, anh yêu thích bóng rổ, tuy nhiên mẹ anh sớm cấm anh chơi do sức nóng tại sân bóng rổ ngoài trời. Anh bắt đầu học chơi cầu lông năm 11 tuổi, khi người bố yêu thích cầu lông của anh đưa anh tới nhà thi đấu cầu lông. Một huấn luyện viên để ý đến anh, và đề nghị với bố anh về việc nhận anh làm học trò. Sau khi được bố anh đồng ý, huấn luyện viên bắt đầu dạy cầu lông cho anh sau giờ học. Được Misbun Sidek phát hiện, anh được vào tuyển quốc gia khi 17 tuổi.
Ngày 3 tháng 11 năm 2006, Lee Chong Wei gặp một tai nạn xe hơi. Trên đường tới Bukit Jalil sau bữa tối, anh bị một chiếc xe đâm phải do chiếc xe bị mất lái do thủng lốp. Anh được đưa tới Trung tâm Y tế Sunway và phải khâu chấn thương 6 mũi.
Lee Chong Wei được nhận 300.000 RM vào ngày 21 tháng 8 năm 2008, một phần thưởng cho chiếc huy chương bạc tại Thế vận hội 2008. Anh cũng được nhận 3.000 RM trợ cấp trọn đời mỗi tháng từ tháng 8 năm 2008. Cũng nhờ thành tích đó, anh được Thống đốc Penang Tun Abdul Rahman Abbas trao một huy chương Darjah Setia Pangkuan Negeri (DSPN), và kèm với huy chương là danh hiệu Datuk vào ngày 30 tháng 8 năm 2008.
Anh được bổ nhiệm làm Đại sứ quốc gia của UNICEF Malaysia vào tháng 2 năm 2009.
Ngày 6 tháng 6 năm 2009,Lee Chong Wei được nhận huy chương Darjah Bakti (DB), từ Tuanku Mizan Zainal Abidin, trùng với sinh nhật của Seri Paduka Baginda Yang di-Pertuan Agong, cho thành tích của anh tại Thế vận hội 2008. Anh từng hẹn hò với Wong Mew Choo, đồng đội của anh. Năm 2009, Lee Chong Wei và Wong Mew Choo công bố chia tay khi Giải vô địch cầu lông thế giới đang diễn ra ở Hyderabad, Ấn Độ. Tuy nhiên, anh tuyên bố hòa giải với Wong Mew Choo sau khi giành huy chương bạc tại Thế vận hội mùa hè 2012. Họ kết hôn vào ngày 9 tháng 11 năm 2012, sinh con đầu lòng là Kingston Lee vào tháng 4 năm 2013., và con thứ hai là Terrance Lee vào tháng 7 năm 2015
Ngày 16 tháng 3 năm 2011, Lee Chong Wei được nhận cổ phần của Permodalan Nasional Berhad trị giá 100,000 MYR ngay sau chiến thắng của anh tại giải Toàn Anh Mở rộng. Anh được bổ nhiệm làm đại sứ của Đại học KDU ngày 31 tháng 7 năm 2011.
Cuốn tự truyện của Lee Chong Wei Dare to be a Champion (tạm dịch nghĩa: Dám ước mơ thành nhà vô địch) đã được phát hành chính thức ngày 18 tháng 1 năm 2012.

## Sự nghiệp

### 2002–2007
Lee Chong Wei chỉ giành danh hiệu duy nhất vào năm 2002 và 2003, tiến tới trận chung kết Malaysia Mở rộng 2003 (trận chung kết đầu tiên tại một giải đấu lớn của anh) và bị Trần Hoành của Trung Quốc đánh bại.
Lee Chong Wei giành hai danh hiệu trong năm 2004, Malaysia Mở rộng và Trung Hoa Đài Bắc Mở rộng. Sau đó, anh giành được suất tham sự Thế vận hội 2004 ở Athens. Trong lần đầu tiên tham dự Thế vận hội, Lee Chong Wei đã đánh bại Ngô Úy của Hồng Kông ở vòng đầu tiên. Anh dừng bước ở vòng hai khi thất bại trước Trần Hoành. Lee Chong Wei giành hai danh hiệu khác trong năm 2005, danh hiệu Malaysia Mở rộng thứ hai và Đan Mạch Mở rộng 2005. Anh giành huy chương đồng trong lần đầu tham dự giải Cầu lông vô địch Thế giới, vào năm 2005, sau khi để thua nhà vô địch của giải đấu đó Taufik Hidayat trong trận bán kết.
Lee Chong Wei giành ba danh hiệu trong sáu trận chung kết anh tham dự năm 2006. Anh vô địch giải Thụy Sĩ Mở rộng, giải Vô địch cầu lông châu Á và giành danh hiệu Malaysia Mở rộng thứ ba của mình. Anh cũng vào tới chung kết Trung Hoa Đài Bắc Mở rộng, Ma Cao Mở rộng và Hồng Kông Mở rộng. Tại giải Malaysia Mở rộng, Lee Chong Wei vượt lên khi bị Lâm Đan dẫn 13-20 khi ghi 8 điểm quyết định trận đấu (match point), và cuối cùng thắng trận thi đấu đó với tỉ số 23-21 và giành danh hiệu. Lee Chong Wei giành hai huy chương vàng cầu lông tại Đại hội thể thao Thịnh vượng chung 2006, cả ở hạng mục đơn nam và đồng đội. Lee Chong Wei hai lần đạt tới thứ hạng cao nhất trên bảng xếp hạng của Liên đoàn Cầu lông Thế giới trong năm 2006, và anh tham dự Giải vô địch thế giới 2006 với tư cách tay vợt hạt giống. Tuy nhiên, anh đã thất bại trước Bào Xuân Lai của Trung Quốc ở vòng tứ kết mặc dù Lee Chong Wei từng thắng trong lần đối đầu trước đó. Trong trận đấu này, có hai pha xử lý gây tranh cãi của trọng tài trong hai pha cầu gần đường biên gây bất lợi cho Lee.
Mùa giải 2007 chứng kiến việc Lee Chong Wei không vào được chung kết Malaysia Mở rộng lần đầu tiên trong 5 năm. Anh cũng bị loại sớm tại năm giải đấu sau đó. Cuối mùa giải đó anh giành danh hiệu tại Indonesia Mở rộng, danh hiệu đầu tiên của anh kể từ Malaysia Mở rộng 2006 sau khi tái hợp với huấn luyện viên cũ Misbun Sidek, trước đó là Li Mao (Lý Mâu). Màn trình diễn của anh nửa cuối năm đó rất mạnh mẽ, anh giành ba danh hiệu tại các giải Philippines Mở rộng, Nhật Bản Mở rộng, và Pháp Mở rộng. Anh cũng vào tới chung kết Trung Quốc Mở rộng và Hồng Kông Mở rộng, bất chấp chấn thương đầu gối ảnh hưởng đến anh trong cả hai giải đấu. Lee Chong Wei chiến thắng tất cả những trận đấu mà anh tham dự tại Cúp Sudirman vào tháng 6, mặc dù đội Malaysia chỉ xếp thứ 5 tại giải đấu này. Anh thi đấu mờ nhạt tại giải Vô địch Thế giới, mặc dù giải đấu được tổ chức ngay tại quê nhà anh và màn trình diễn ở nửa cuối năm 2007 là rất tốt, anh đã bị tay vợt người Indonesia Sony Dwi Kuncoro đánh bại tại vòng ba. Lee Chong Wei đã chỉ trích huấn luyện viên trưởng Diệp Cẩm Phúc sau thất bại đó khi nói rằng Diệp Cẩm Phúc đã đối xử lạnh nhạt với anh và gây áp lực với anh trước giải đấu.

### 2008

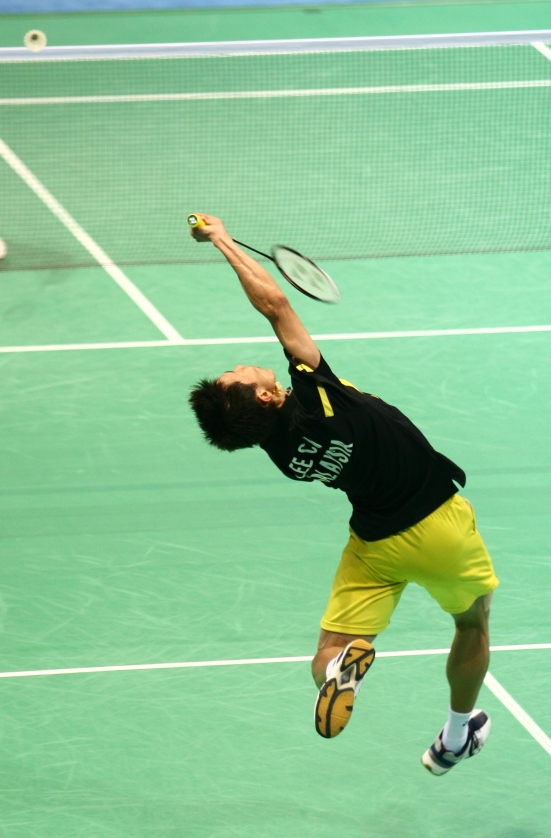
Lee Chong Wei ở trong trận bán kết tại Thế vận hội 2008

Lee Chong Wei khởi đầu năm 2008 bằng những thành công, giành danh hiệu Malaysia Mở rộng thứ tư trong vòng 5 năm. Dù tham dự nhiều giải đấu khác nhưng anh chỉ giành thêm được một danh hiệu khác là Singapore Mở rộng, giải đấu cuối cùng của anh trước Thế vận hội. Anh tham dự những giải đấu khác như Hàn Quốc Mở rộng; Toàn Anh Mở rộng; Thụy Sĩ Mở rộng; giải Vô địch Cầu lông châu Á; và Cúp Thomas tại Jakarta, Indonesia- giải đấu mà Lee Chong Wei giúp Malaysia giành lợi thế trong trận bán kết khi anh đánh bại Lâm Đan giúp Malaysia dẫn 1–0 trong cuộc đối đầu với đương kim vô địch Trung Quốc. Tuy nhiên, cuối cùng Malaysia đã thua 2–3 do cặp đôi của họ thua trong trận đấu quyết định.
Tại Thế vận hội 2008, đối thủ tại vòng đầu của Lee Chong Wei đã bỏ cuộc. Anh chiến thắng nhẹ nhàng trước Ronald Susilo tại vòng hai, Kęstutis Navickas tại vòng ba, và Sony Dwi Kuncoro ở tứ kết. Tại vòng bán kết Lee Hyun-il khiến anh gặp khó khăn, nhưng cuối cùng Lee Chong Wei đã đánh bại tay vợt Hàn Quốc và tiến vào chung kết. Tuy nhiên, đó là một trận chung kết một chiều, khi Lee Chong Wei hoàn toàn bị Lâm Đan áp đảo, anh chỉ ghi được tổng cộng 20 điểm, và thất bại 12–21, 8–21. Anh xếp thứ hai chung cuộc.
Lee Chong Wei tham dự hàng loạt giải đấu sau Thế vận hội nhưng không giành được danh hiệu nào. Anh từng vào tới chung kết Nhật Bản Mở rộng, Ma Cao Mở rộng và Trung Quốc Mở rộng, nhưng thất bại lần lượt trước Sony Dwi Kuncoro, Taufik Hidayat, và Lâm Đan. Tại giải Pháp Mở rộng, Lee Chong Wei bị loại ở bán kết. Huấn luyện viên của anh, Misbun Sidek, viện dẫn áp lực từ vị trí số một trên bảng xếp hạng thế giới để giải thích cho thành thích kém trong thời gian đó của Lee Chong Wei. Lee Chong Wei kết thúc giải đấu Super Series cuối cùng trong năm của anh, Hồng Kông Mở rộng, với việc bất ngờ bỏ cuộc do chấn thương đầu gối, nhường chiến thắng dễ dàng cho tay vợt người Đức Marc Zwiebler. Việc bỏ cuộc ở phút chót dẫn đến việc truyền thông Trung Quốc gọi anh là "số một thế giới yếu đuối nhất" (thủy hóa nhất ca). Truyền thông Trung Quốc cũng suy đoán rằng có ba yếu tố cản trở khả năng của Lee Chong Wei kể từ Thế vận hội. Họ liệt kê những yếu tố bao gồm áp lực từ trận chung kết tại Thế vận hội, sự ám ảnh từ Lâm Đan do thất bại của anh tại Thế vận hội dưới tay của Lâm Đan, và (lặp lại phỏng đoán của Misbun Sidek) sức ép từ vị trí số một thế giới.
Bất chấp sự khó khăn của Lee Chong Wei khi thi đấu quốc tế trong thời gian đó, anh giành danh hiệu Grand Prix Final thứ bảy liên tiếp ở Kedah vào ngày 12 tháng 12 năm 2008, nhờ đó phá kỉ lục sáu lần vô địch liên tiếp của Misbun Sidek. Lee Chong Wei kết thúc năm đó với một danh hiệu Super Series Masters Finals. Tuy nhiên, Lâm Đan và các tay vợt hàng đầu Trung Quốc không thi đấu, do chấn thương và mệt mỏi.

### 2009
Lee Chong Wei khởi đầu mùa giải 2009 với danh hiệu Malaysia Mở rộng thứ năm. Anh thất bại trong việc giành danh hiệu Hàn Quốc Mở rộng và Toàn Anh Mở rộng đầu tiên bất chấp việc tiến tới trận chung kết. Tuy nhiên, anh giành được danh hiệu thứ hai trong năm, Thụy Sĩ Mở rộng được tổ chức ở Basel, đánh bại Lâm Đan hai game trắng và đánh dấu chiến thắng đầu tiên trước đối thủ người Trung Quốc trong một trận chung kết không phải trên sân nhà. Sau đó, anh bất ngờ thất bại trước Thầm Long của Trung Quốc tại giải Ấn Độ Mở rộng. Anh viện cớ thất bại là do ngộ độc thực phẩm và kêu gọi các nhà chức trách cải thiện các điều kiện thi đấu trước Giải vô địch Thế giới 2009. Vào tháng 5, Lee Chong Wei giúp Malaysia vào tới bán kết Cúp Sudirman, lần đầu tiên trong lịch sử quốc gia, mặc dù Lâm Đan chấm dứt chuỗi thành tích bất bại trong giải đấu của anh. Anh giành thêm hai danh hiệu trong tháng 6, Indonesia Mở rộng và Grand Prix Gold Malaysia Mở rộng, song thất bại trong việc bảo vệ danh hiệu Singapore Mở rộng khi anh bị Nguyễn Tiến Minh đánh bại ở vòng hai.
Lee Chong Wei khởi đầu nửa sau của mùa giải với việc thất bại trước Sony Dwi Kuncoro tại Giải vô địch Thế giới, nhưng chiến thắng ở giải Ma Cao Mở rộng vào tháng 8. Anh vào tới bán kết Masters Trung Quốc, nhưng một lần nữa không thể đánh bại địch thủ truyền kiếp Lâm Đan. Sau đó anh tham dự giải Nhật Bản Mở rộng. Anh chỉ vào đến vòng hai của giải này, trước khi thắng giải Hồng Kông Mở rộng vào tháng 11. Anh thể hiện sự mâu thuẫn khi bị loại bất ngờ ở vòng một Trung Quốc Mở rộng. Tháng 12, Lee Chong Wei bảo vệ thành công danh hiệu Super Series Masters Finals, tuy nhiên giải đấu không có sự góp mặt của các tay vợt hàng đầu thế giới.

### 2010
Lee Chong Wei bắt đầu với việc giành mọi danh hiệu ở các giải anh tham dự, cú ăn ba danh hiệu Super Series đầu tiên. Anh giành chức vô địch Hàn Quốc Mở rộng đầu tiên, danh hiệu Malaysia Mở rộng lần thứ sáu, và đánh bại Kenichi Tago để vô địch giải đấu lâu đời nhất và danh giá bậc nhất trên thế giới, giải Toàn Anh Mở rộng, danh hiệu Toàn Anh đầu tiên kể từ khi anh tham dự vào năm 2004.
Lee Chong Wei tham dự Cúp Thomas trên sân nhà. Anh đánh bại Kenichi Tago và giành điểm đầu tiên, mặc dù cuối cùng đội Malaysia đã thua (2–3) trước đội Nhật Bản. Ở vòng tứ kết, anh đánh bại Peter Gade, nhờ đó giúp Malaysia vào bán kết. Ở vòng bán kết đối đầu với Trung Quốc, Lee Chong Wei đã thất bại trước Lâm Đan, chấm dứt kỉ lục 18 trận bất bại của anh từ đầu năm.
Vào tháng 6, Lee Chong Wei thất bại tại vòng tứ kết Singapore Mở rộng. Tuy nhiên, Lee Chong Wei tỏa sáng trở lại khi vô địch Indonesia Mở rộng, Grand Prix Gold Malaysia Mở rộng vào tháng 7, và Ma Cao Mở rộng vào tháng 8. Cuối tháng 8, Lee Chong Wei bất ngờ bị loại khi đang nỗ lực tại giải Vô địch Thế giới, bị Taufik Hidayat đánh bại ở trận tứ kết. Misbun cho rằng trận thua đó là do chấn thương lưng Lee Chong Wei gặp phải sau trận đấu với Rajiv Ouseph ở vòng ba. Ngày 26 tháng 9, Lee Chong Wei đánh bại địch thủ lớn nhất Lâm Đan tại giải Nhật Bản Mở rộng, danh hiệu duy nhất trong giải này không thuộc về các vận động viên Trung Quốc.
Vào tháng 10, anh giúp Malaysia đánh bại Ấn Độ để bảo vệ thành công huy chương vàng đồng đội tại Đại hội thể thao Thịnh vượng chung 2010, sau đó vài ngày anh tiếp tục bảo vệ thành công huy chương vàng đơn nam. Tháng 11 anh giành huy chương bạc tại Đại hội Thể thao châu Á 2010. Mặc dù đánh bại đương kim vô địch thế giới Trần Kim ở bán kết, Lee Chong Wei một lần nữa nếm mùi thất bại trước địch thủ lớn nhất là Lâm Đan trong trận chung kết. Vào cuối mùa giải, anh giành danh hiệu Hồng Kông Mở rộng thứ hai liên tiếp, và danh hiệu Super Series Master Finals thứ ba liên tiếp.

### 2011
Vào tháng 1, Lee Chong Wei giành danh hiệu Malaysia Mở rộng thứ bảy khi đánh bại Taufik Hidayat của Indonesia trong trận chung kết. Tuy nhiên, anh không bảo vệ được danh hiệu Hàn Quốc Mở rộng, giải đấu có trị giá 1 triệu đô-la đầu tiên trên thế giới, sau khi bị Lâm Đan đánh bại sau ba ván đấu. Tháng 3, Lee Chong Wei vào chung kết Toàn Anh Mở rộng lần thứ ba liên tiếp và bảo vệ thành công danh hiệu một cách thuyết phục trước Lâm Đan, và được Thủ tướng Najib Tun Razak tán dương.
Trong Ngày Quốc tế Lao động, anh lần đầu tiên giành danh hiệu Ấn Độ Mở rộng, và cũng giành giải Grand Prix Gold Malaysia Mở rộng một tuần sau đó. Bất chấp việc Lee Chong Wei đã thắng tất cả những trận đấu anh tham dự tại Cúp Sudirman, Malaysia phải dừng bước ở tứ kết, sau khi thất bại trước Hàn Quốc 2–3. Cuối tháng 6, anh giành danh hiệu Indonesia Mở rộng, trở thành người đầu tiên ba lần vô địch giải đấu mà không phải người Indonesia.
Hi vọng trở thành người Malaysia đầu tiên giành huy chương vàng ở giải Vô địch Thế giới của Lee Chong Wei đã không thành khi anh thất bại trước Lâm Đan trong trận chung kết. Lee Chong Wei dẫn trước trong hầu hết thời gian nhưng lại để mất hai điểm quan trọng trong ván quyết định. Vào tháng 9, Lee Chong Wei cũng thất bại trong việc bảo vệ chức vô địch Nhật Bản Mở rộng sau khi thất bại trước ngôi sao đang lên của Trung Quốc Kham Long. Vào tháng 10, một lần nữa Lee Chong Wei thất bại trước Kham Long trong nỗ lực giành danh hiệu Đan Mạch Mở rộng lần thứ hai. Một tuần sau anh vô địch giải Pháp Mở rộng. Sau đó anh thất bại trong 3 trận bán kết tại Hồng Kông Mở rộng, Trung Quốc Mở rộng, và Super Series Master Finals.

### 2012

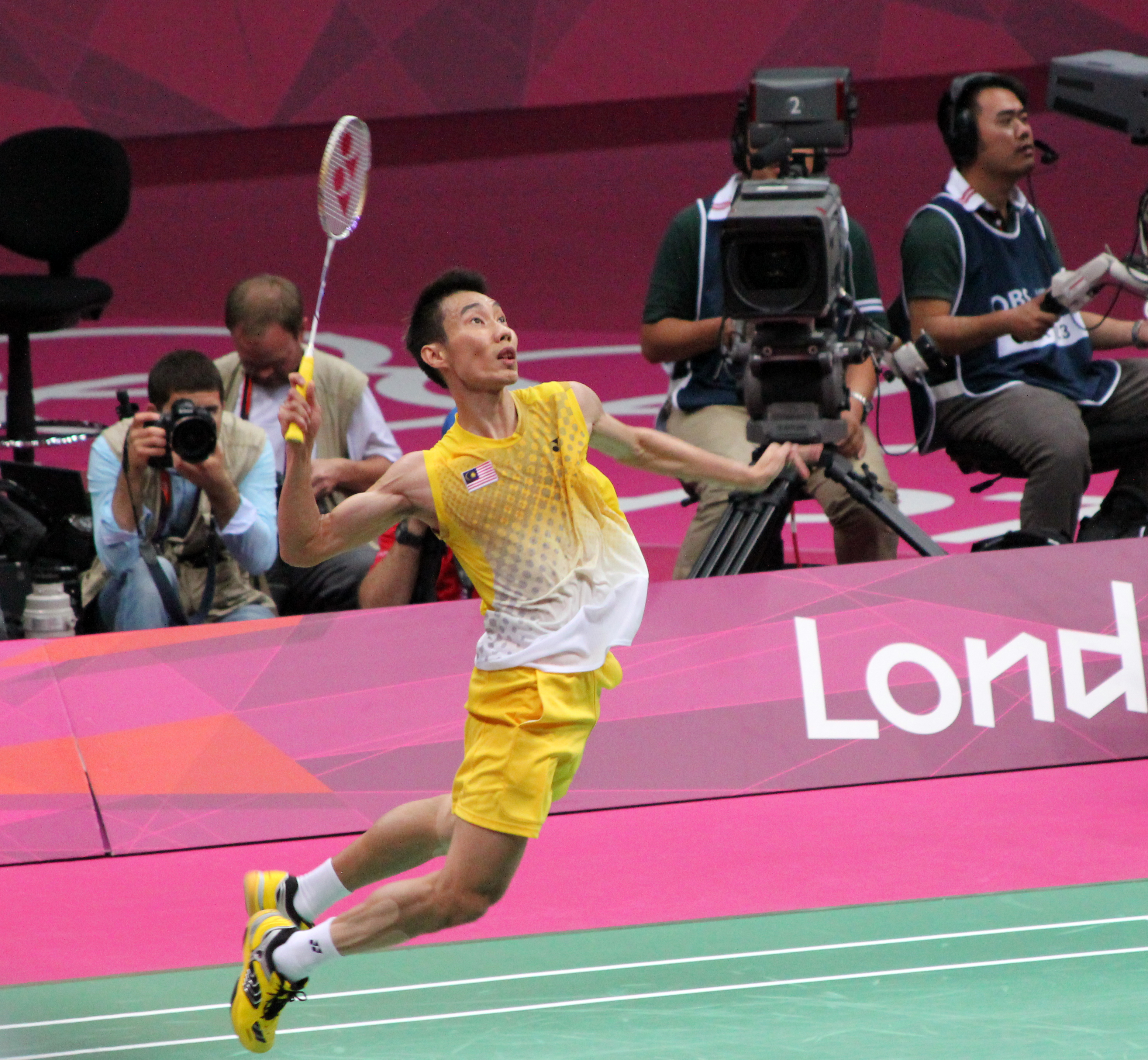
Lee Chong Wei đang thi đấu trong trận bán kết tại Thế vận hội 2012

Lee Chong Wei khởi đầu năm Olympic với danh hiệu Super Series đầu tiên của mùa giải, Hàn Quốc Mở rộng. Anh gặp lại Lâm Đan giống như trận chung kết trước đó, nhưng lần này anh đã phục thù thành công sau 3 ván. Một tuần sau, anh giành danh hiệu Malaysia thứ tám (và thứ năm liên tiếp), nhờ đó ngang bằng với số lần vô địch của Wong Peng Soon (Hoàng Bỉnh Tuyền) giành được giữa các năm 1940 và 1953.
Vào tháng 3, Lee Chong Wei thất bại tại Toàn Anh Mở rộng khi anh phải bỏ cuộc tại ván thứ hai để nhận trợ giúp y tế vì ba nguyên nhân. Điều này đập tan hi vọng trở thành người đầu tiên vô địch 3 giải Toàn Anh Mở rộng liên tiếp của Lee Chong Wei. Tháng 4, anh bị Shon Wan-ho của Hàn Quốc đánh bại trong trận chung kết Ấn Độ Mở rộng, nhưng đã bảo vệ thành công danh hiệu Grand Prix Gold Malaysia Mở rộng lần thứ 4 vào tháng 5. Lee Chong Wei phải nghỉ thi đấu 3 tới 4 tuần do chấn thương mắt cá chân gặp phải khi thi đấu tại bảng C Cúp Thomas với Đan Mạch.
Lee Chong Wei quay lại thi đấu lần đầu tiên kể từ sau khi hồi phục chấn thương để tham gia Thế vận hội London. Anh thắng sát nút Ville Lång của Phần Lan ở vòng đầu tiên, và chịu áp lực vì trận thắng khó khăn. Ở vòng hai, anh thắng nhẹ nhàng tay vợt của Indonesia Simon Santoso, trước khi hạ Kashyap Parupalli của Ấn Độ ở tứ kết. Trong vòng bán kết, anh đánh bại Kham Long của Trung Quốc trong 2 game trắng bất chấp dự đoán rằng Kham Long rất khó bị hạ, và gặp lại Lâm Đan trong trận chung kết giống như năm 2008. Đây là lần chạm trán thứ hai tại Wembley Arena đối với cả hai tay vợt kể từ Giải vô địch Thế giới 2011. Lee Chong Wei dẫn trước khi thắng ván thứ nhất nhưng Lâm Đan đưa trận đấu về thế cân bằng. Mặc dù Lee Chong Wei dẫn trước trong hầu hết thời gian của ván thứ ba, Lâm Đan lại san bằng điểm số và hạ anh trong gang tấc 21–19, khiến Lee Chong Wei một lần nữa nhận huy chương bạc. Nhà phân tích thể thao của BBC Gail Emms nói, "Các bạn không thể đòi hỏi nhiều hơn từ Lee Chong Wei."
Anh thắng giải Nhật Bản Mở rộng và Đan Mạch Mở rộng khi trở lại thi đấu từ sau Thế vận hội London, nhưng đã thất bại trong trận chung kết giải Hồng Kông Mở rộng, chỉ vài ngày sau khi anh kết hôn. Lee Chong Wei kết thúc năm 2012 với việc thất bại tại trận mở màn của Super Series Master Finals và sau đó rút khỏi giải đấu do chấn thương đùi.

### 2013
Lee Chong Wei giành danh hiệu Hàn Quốc Mở rộng lần thứ ba. Một tuần sau, anh giành danh hiệu Malaysia Mở rộng lần thứ chín, phá vỡ kỉ lục tám lần vô địch trước đó của Hoàng Bỉnh Tuyền. Sau đó anh thất bại trong trận chung kết Toàn Anh Mở rộng dưới tay Thầm Long. Lee Chong Wei cho biết anh thất vọng về màn trình diễn của mình trong giải đấu, bất chấp việc đã lọt vào trận chung kết.
Trong tháng 4, anh thất bại trong trận bán kết giải Úc Mở rộng, trước tay vợt trẻ người Trung Quốc Điền Hậu Uy. Sau đó anh giành danh hiệu Ấn Độ Mở rộng lần thứ hai và Indonesia Mở rộng lần thứ năm. Vào tháng 8, Lee Chong Wei vào tới trận chung kết Giải vô địch Thế giới, nhưng hi vọng của anh một lần nữa bị dập tắt giống như trận chung kết năm 2011 và chung kết Á vận hội 2010 khi thất bại trước Lâm Đan. Anh bị chuột rút chân ở gần cuối ván thứ ba. Sau khi cố gắng tiếp tục thi đấu, anh đã phải bỏ cuộc và sau đó được đưa tới bệnh viện.
Sau giải Vô địch Thế giới, Lee Chong Wei tham gia bốn giải đấu Super Series. Đầu tiên, anh giành được danh hiệu Nhật Bản mở rộng lần thứ tư. Sau đó, anh thua trong trận chung kết Đan Mạch Mở rộng và vòng bán kết Pháp Mở rộng, và lại chiến thắng tại Hồng Kông Mở rộng.
Lee Chong Wei giành kỷ lục với danh hiệu Chung kết Masters lần thứ tư, giải đấu kết thúc Super Series.

### 2014
Trong tháng 1, Lee Chong Wei thất bại trung trận chung kết Hàn Quốc Mở rộng trước Thầm Long, đây là thất bại thứ tư liên tiếp của anh trước Thầm Long. Một tuần sau đó, Lee Chong Wei lần thứ 10 giành danh hiệu vô địch Malaysia Mở rộng. Ngay sau chiến thắng, anh tuyên bố đây là lần thi đấu cuối cùng của anh tại Malaysia Mở rộng, do anh sẽ đáng giá tình trạng của mình sau Á vận hội và có thể giải nghệ nếu kết quả không tốt.
Anh cũng lần thứ ba giành danh hiệu vô địch tại giải Toàn Anh Mở rộng và Ấn Độ Mở rộng. Tuy nhiên, anh thất bại trước Simon Santoso trong trận chung kết Singapore Mở rộng. Lee Chong Wei giành chiến thắng trong mọi trận thi đấu mà anh tham dự tại |Thomas Cup, Malaysia tiến vào chung kết và bại trước Nhật Bản với tỷ số 3-2.
Trong tháng 6, anh giành thắng lợi tại giải Nhật Bản Mở rộng năm thứ ba liên tiếp và là lần thứ 5. Anh thất bại trong trận bát kết của Indonesia Mở rộng, chấm dứt hy vọng của anh về việc chín lần liên tiếp vào chung kết Super Series.
Trong tháng 8, Lee Chong Wei lần thứ ba xếp thứ nhì tại giải vô địch thế giới, thất bại trước Kham Long trong trận chung kết. Anh lại thất bại trước Thầm Long trong bán kết đội tuyển Á vận hội Incheon, và thất bại trước Lâm Đan trong bán kết đơn vài ngày sau đó.

#### Doping
Tháng 10 năm 2014, truyền thông địa phương tường thuật rằng Liên đoàn Cầu lông Malaysia xác nhận rằng một trong những tay vợt hàng đầu quốc gia có kết quả xét nghiệm dương tính với dexamethasone sau khi mẫu nước tiểu được lấy trong Giải vô địch Thế giới từ cuối tháng 8. Danh tính của tay vợt không được tiết lộ song dư luận phổ biến cho rằng đó là Lee Chong Wei. Dexamathasone không phải là loại thuốc nâng cao thành tích mà là một loại corticosteroid kháng viêm thường dùng và sẽ không phạm luật nếu được sử dụng trong thời gian nghỉ thi đấu nhằm hồi phục sau chấn thương, song được cho là bất hợp pháp nếu bị phát hiện trong cơ thể của vận động viên trong khi thi đấu.
Ngày 5 tháng 11, Lee Chong Wei đi máy bay sang Na Uy nhằm chứng kiếm việc thử nghiệm mẫu "B" của anh tại Bệnh viện Đại hội Oslo, sau khi mẫu "A" đã được kiểm tra với kết quả dương tính trong tháng 10. Kết quả được một quan chức thể thao Malaysia công bố vào ngày 8 tháng 11, người này xác nhận mẫu "B" của anh cũng có kết quả dương tính. Người này từ chối nhận diện vận động viên song một quan chức thể thao khác xác nhận với AP rằng người này mang họ Lee.
Ngày 11 tháng 11 năm 2014, Liên đoàn Cầu lông thế giới xác nhận rằng Lee Chong Wei bị tạm thời đình chỉ thi đấu do vi phạm hiển nhiên quy định chống doping. Phiên điều trần được tổ chức vào ngày 11 tháng 4 năm 2015 tại Amsterdam.
Ngày 27 tháng 4 năm 2015, Lee Chong Wei nhận án phạt tám tháng tính từ khi bị đình chỉ vì vi phạm quy định chống doping. Ban hội thẩm bị thuyết phục rằng Lee Chong Wei không có mục đích gian lận và cho phép anh tiếp tục sự nghiệp vào ngày 1 tháng 5 năm 2015. Lee Chong Wei bị tước huy chương bạc tại Giải vô địch Thế giới 2014 song được phép giữ hai huy chương đồng tại Á vận hội 2014.

### 2015
Sudirman Cup là giải đấu đầu tiên mà Lee Chong Wei tham dự sau khi bị đình chỉ, anh thắng toàn bộ ba trận mình thi đấu trong giải này. Sau đó anh lần lượt chiến thắng tại Giải Mỹ mở rộng và Canada Mở rộng. Lee Chong Wei đứng vị trí thứ nhì tại Giải vô địch Thế giới sau khi thất bại trước Thầm Long trong trận chung kết.
Sau Giải vô địch Thế giới, Lee Chong Wei bị loại tại các vòng đầu của ba giải. Đầu tiên, anh bị loại tại vòng hai của Giải Nhật Bản mở rộng, tiếp đến là vòng loại của Giải Hàn Quốc mở rộng, và sau đó là vòng hai của Giải Đan Mạch mở rộng.
Sau các thất bại này, Lee Chong Wei bật lên để giành chiến thắng tại Giải Pháp mở rộng, tiếp đến là chiến thắng đầu tiên tại Giải Trung Quốc mở rộng, trở thành tay vợt nam đầu tiên giành toàn bộ các danh hiệu Super Series. Tuần sau, Lee Chong Wei giành thắng lợi tại Giải Hồng Kông mở rộng. Tuy nhiên, anh không đủ điều kiện tham dự Super Series Finals.

### 2016
Tháng 1, Lee Chong Wei lần thứ năm giành danh hiệu tại Malaysia Masters. Đến tháng 3, anh thất bại tại vòng đầu của giải Toàn Anh mở rộng, và cũng dừng chân tại vòng hai của Giải Ấn Độ mở rộng. Trong tháng 4, anh lần thứ 11 giành danh hiệu Malaysia mở rộng, tiếp đến anh lần thứ hai giành chức vô địch tại Giải vô địch Cầu lông châu Á. Tại Thomas Cup trong tháng 5, Malaysia thất bại trước Đan Mạch trong bán kết mặc dù Lee Chong Wei chiến thắng tất cả các trận đấu mà anh tham dự. Trong tháng 6, Lee Chong Wei lần thứ 6 giành chức vô địch tại Giải Indonesia mở rộng, là tay vợt thứ ba và đầu tiên không phải là người Indonesia giành danh hiệu này sáu lần. Anh dự định thi đấu tại Giải Úc mở rộng, song rút lui do chấn thương bắp.
Ngày 5 tháng 8 năm 2016, Lee Chong Wei được cầm quốc kỳ Malaysia trong lễ khai mạc Thế vận hội Mùa hè tại Rio de Janeiro. Trong nội dung đơn nam, anh đánh bại tay vợt Lâm Đan trong trận bán kết. Tuy nhiên, anh thất bại trước Thầm Long trong trận chung kết, đây là thất bại thứ ba liên tiếp của anh tại một trận chung kết Thế vận hội.

## Giải thưởng
Dưới đây là danh sách giải thưởng của Lee Chong Wei.
| Giải thưởng                                             | Năm                                | Tổng cộng | Chú thích                                       |
| ------------------------------------------------------- | ---------------------------------- | --------- | ----------------------------------------------- |
| Vận động viên Penang                                    | 2005, 2007, 2008, 2009, 2010, 2011 | 6         | [ 172 ] [ 173 ] [ 174 ] [ 175 ] [ 176 ] [ 177 ] |
| Vận động viên quốc gia                                  | 2005, 2008, 2011, 2012             | 4         | [ 178 ] [ 179 ] [ 180 ] [ 181 ]                 |
| Vận động viên của năm của BWF                           | 2009, 2010, 2011                   | 3         | [ 182 ] [ 183 ]                                 |
| Vận động viên Thế vận hội của năm                       | 2008, 2012                         | 2         | [ 184 ] [ 185 ]                                 |
| Giải thưởng của Hiệp hội ký giả thể thao Malaysia (SAM) | 2009                               | 1         | [ 186 ]                                         |

## Thành tích

### Các trận chung kết trong sự nghiệp (56 danh hiệu, 30 lần về nhì)
| Thành tích | Năm  | Giải đấu                                  | Đối thủ trong trận chung kết  | Tỉ số                |
| ---------- | ---- | ----------------------------------------- | ----------------------------- | -------------------- |
| 1          | 2018 | Malaysia Mở rộng                          | Momota Kento                  | 21-17, 23-21         |
| 1          | 2016 | Nhật Bản Mở rộng (6)                      | Jan Ø. Jørgensen              | 21–18, 15–21, 21–16  |
| 2          | 2016 | Thế vận hội                               | Kham Long                     | 18–21, 18–21         |
| 1          | 2016 | Indonesia Mở rộng (6)                     | Jan Ø. Jørgensen              | 17–21, 21–19, 21–17  |
| 1          | 2016 | Vô địch châu Á (2)                        | Kham Long                     | 21–17, 15–21, 21–13  |
| 1          | 2016 | Malaysia Mở rộng (11)                     | Kham Long                     | 21–13, 21–8          |
| 1          | 2016 | Malaysia Masters (5)                      | Iskandar Zulkarnain Zainuddin | 21–18, 21–11         |
| 1          | 2015 | Hồng Kông Mở rộng (4)                     | Điền Hậu Uy                   | 21–16, 21–15         |
| 1          | 2015 | Trung Quốc Mở rộng                        | Kham Long                     | 21–15, 21–11         |
| 1          | 2015 | Pháp Mở rộng (3)                          | Chu Thiên Thành               | 21–13, 21–18         |
| 2          | 2015 | Vô địch Thế giới                          | Kham Long                     | 14–21, 17–21         |
| 1          | 2015 | Canada Mở rộng                            | Ngũ Gia Lãng                  | 21–17, 21–13         |
| 1          | 2015 | Mỹ Mở rộng                                | Hans-Kristian Vittinghus      | 22–20, 21–12         |
| 2          | 2014 | Giải vô địch cầu lông thế giới            | Kham Long                     | 19–21, 19–21         |
| 1          | 2014 | Nhật Bản Mở rộng (5)                      | Hồ Vân                        | 21–14, 21–12         |
| 2          | 2014 | Singapore Mở rộng                         | Simon Santoso                 | 15–21, 10–21         |
| 1          | 2014 | Ấn Độ Mở rộng (3)                         | Kham Long                     | 21–13, 21–17         |
| 1          | 2014 | Toàn Anh Mở rộng (3)                      | Kham Long                     | 21–13, 21–18         |
| 1          | 2014 | Malaysia Mở rộng (10)                     | Tommy Sugiarto                | 21–19, 21–9          |
| 2          | 2014 | Hàn Quốc Mở rộng                          | Kham Long                     | 14–21, 15–21         |
| 1          | 2013 | Chung kết Super Series Masters (4)        | Tommy Sugiarto                | 21–10, 21–12         |
| 1          | 2013 | Hong Kong Mở rộng (3)                     | Sony Dwi Kuncoro              | 21–13, 21–9          |
| 2          | 2013 | Đan Mạch Mở rộng                          | Kham Long                     | 22–24, 19–21         |
| 1          | 2013 | Nhật Bản Mở rộng (4)                      | Tago Kenichi                  | 23–21, 21–17         |
| 2          | 2013 | Giải vô địch cầu lông thế giới            | Lâm Đan                       | 21–16, 13–21, 17–20r |
| 1          | 2013 | Indonesia Mở rộng (5)                     | Marc Zwiebler                 | 21–15, 21–14         |
| 1          | 2013 | Ấn Độ Mở rộng (2)                         | Kenichi Tago                  | 21–15, 18–21, 21–17  |
| 2          | 2013 | Toàn Anh Mở rộng                          | Kham Long                     | 17–21, 18–21         |
| 1          | 2013 | Malaysia Mở rộng (9)                      | Sony Dwi Kuncoro              | 21–7, 21–8           |
| 1          | 2013 | Hàn Quốc Mở rộng (3)                      | Đỗ Bằng Vũ                    | 21–12, 21–15         |
| 2          | 2012 | Hồng Kông Mở rộng                         | Kham Long                     | 19–21, 17–21         |
| 1          | 2012 | Đan Mạch Mở rộng (2)                      | Đỗ Bằng Vũ                    | 15–21, 21–12, 21–19  |
| 1          | 2012 | Nhật Bản Mở rộng (3)                      | Boonsak Ponsana               | 21–18, 21–18         |
| 2          | 2012 | Thế vận hội                               | Lâm Đan                       | 21–15, 10–21, 19–21  |
| 1          | 2012 | Malaysia Open Grand Prix Gold (4)         | Sony Dwi Kuncoro              | 17–21, 21–8, 21–10   |
| 2          | 2012 | Ấn Độ Mở rộng                             | Shon Wan-ho                   | 18–21, 21–14, 19–21  |
| 2          | 2012 | Toàn Anh Mở rộng                          | Lâm Đan                       | 19–21, 2–6r          |
| 1          | 2012 | Malaysia Mở rộng (8)                      | Tago Kenichi                  | 21–6, 21–13          |
| 1          | 2012 | Hàn Quốc Mở rộng (2)                      | Lâm Đan                       | 12–21, 21–18, 21–14  |
| 1          | 2011 | Pháp Mở rộng (2)                          | Tago Kennichi                 | 21–16, 21–11         |
| 2          | 2011 | Đan Mạch Mở rộng                          | Kham Long                     | 15–21, 18–21         |
| 2          | 2011 | Nhật Bản Mở rộng                          | Kham Long                     | 8–21, 21–10, 19–21   |
| 2          | 2011 | Vô địch thế giới                          | Lâm Đan                       | 22–20, 14–21, 21–23  |
| 1          | 2011 | Indonesia Mở rộng (4)                     | Peter Gade                    | 21–11, 21–7          |
| 1          | 2011 | Malaysia Open Grand Prix Gold (3)         | Bào Xuân Lai                  | 21–9, 21–19          |
| 1          | 2011 | Ấn Độ Mở rộng (1)                         | Peter Gade                    | 21–12, 12–21, 21–15  |
| 1          | 2011 | Toàn Anh Mở rộng (2)                      | Lâm Đan                       | 21–17, 21–17         |
| 2          | 2011 | Hàn Quốc Mở rộng                          | Lâm Đan                       | 19–21, 21–14, 16–21  |
| 1          | 2011 | Malaysia Mở rộng (7)                      | Taufik Hidayat                | 21–8, 21–17          |
| 1          | 2010 | Chung kết Super Series Masters Finals (3) | Peter Gade                    | 21–9, 21–14          |
| 1          | 2010 | Hồng Kông Mở rộng (2)                     | Taufik Hidayat                | 21–19, 21–9          |
| 2          | 2010 | Á vận hội                                 | Lâm Đan                       | 13–21, 21–15, 10–21  |
| 1          | 2010 | Đại hội Thể thao Thịnh vượng chung (2)    | Rajiv Ouseph                  | 21–10, 21–8          |
| 1          | 2010 | Nhật Bản Mở rộng (2)                      | Lâm Đan                       | 22–20, 16–21, 21–17  |
| 1          | 2010 | Macau Open Grand Prix Gold (2)            | Lee Hyun-il                   | không thi đấu        |
| 1          | 2010 | Malaysia Open Grand Prix Gold (2)         | Hoàng Tôn Hàn                 | 21–8, 14–21, 21–15   |
| 1          | 2010 | Indonesia Mở rộng (3)                     | Taufik Hidayat                | 21–19, 21–8          |
| 1          | 2010 | Toàn Anh Mở rộng (1)                      | Tago Kenichi                  | 21–19, 21–19         |
| 1          | 2010 | Malaysia Mở rộng (6)                      | Boonsak Ponsana               | 21–13, 21–7          |
| 1          | 2010 | Hàn Quốc Mở rộng (1)                      | Peter Gade                    | 21–12, 21–11         |
| 1          | 2009 | Chung kết Super Series Masters (2)        | Park Sung-hwan                | 21–17, 21–17         |
| 1          | 2009 | Hồng Kông Mở rộng (1)                     | Peter Gade                    | 21–13, 13–21, 21–16  |
| 1          | 2009 | Macau Open Grand Prix Gold (1)            | Hoàng Tông Hàn                | 21–15, 21–19         |
| 1          | 2009 | Malaysia Open Grand Prix Gold (1)         | Kham Long                     | 21–16, 21–9          |
| 1          | 2009 | Indonesia Mở rộng (2)                     | Taufik Hidayat                | 21–9, 21–14          |
| 1          | 2009 | Thụy Sĩ Mở rộng (2)                       | Lâm Đan                       | 21–16, 21–16         |
| 2          | 2009 | Toàn Anh Mở rộng                          | Lâm Đan                       | 19–21, 12–21         |
| 2          | 2009 | Hàn Quốc Mở rộng                          | Peter Gade                    | 18–21, 21–10, 17–21  |
| 1          | 2009 | Malaysia Mở rộng (5)                      | Park Sung-hwan                | 21–14, 21–13         |
| 1          | 2008 | Chung kết Super Series Masters (1)        | Peter Gade                    | 21–8, 21–16          |
| 2          | 2008 | Trung Quốc Mở rộng                        | Lâm Đan                       | 18–21, 9–21          |
| 2          | 2008 | Macau Open Grand Prix Gold                | Taufik Hidayat                | 19–21, 15–21         |
| 2          | 2008 | Nhật Bản Mở rộng                          | Sony Dwi Kuncoro              | 17–21, 11–21         |
| 2          | 2008 | Thế vận hội                               | Lâm Đan                       | 12–21, 8–21          |
| 1          | 2008 | Singapore Mở rộng                         | Simon Santoso                 | 21–13, 21–5          |
| 2          | 2008 | Thụy Sĩ Mở rộng                           | Lâm Đan                       | 13–21, 18–21         |
| 1          | 2008 | Malaysia Mở rộng (4)                      | Lee Hyun-il                   | 21–15, 11–21, 21–17  |
| 2          | 2007 | Hồng Kông Mở rộng                         | Lâm Đan                       | 21–9, 15–21, 15–21   |
| 2          | 2007 | Trung Quốc Mở rộng                        | Bào Xuân Lai                  | 12–21, 13–21         |
| 1          | 2007 | Pháp Mở rộng (1)                          | Bào Xuân Lai                  | 21–11, 21–14         |
| 1          | 2007 | Nhật Bản Mở rộng (1)                      | Taufik Hidayat                | 22–20, 19–21, 21–19  |
| 1          | 2007 | Philippines Mở rộng                       | Trần Hoành                    | 21–9, 21–15          |
| 1          | 2007 | Indonesia Mở rộng (1)                     | Bào Xuân Lai                  | 21–15, 21–16         |
| 2          | 2006 | Hồng Kông Mở rộng                         | Lâm Đan                       | 19–21, 21–8, 16–21   |
| 2          | 2006 | Ma Cao Mở rộng                            | Lâm Đan                       | 18–21, 21–18, 18–21  |
| 2          | 2006 | Trung Hoa Đài Bắc Mở rộng                 | Lâm Đan                       | 18–21, 21–12, 11–21  |
| 1          | 2006 | Malaysia Mở rộng (3)                      | Lâm Đan                       | 21–18, 18–21, 23–21  |
| 1          | 2006 | Vô địch châu Á                            | Boonsak Ponsana               | 21–12, 21–16         |
| 1          | 2006 | Đại hội Thể thao Thịnh vượng chung (1)    | Hoàng Tông Hàn                | 21–13, 21–12         |
| 1          | 2006 | Thụy Sĩ Mở rộng (1)                       | Hạ Huyên Trạch                | 15–8, 15–0           |
| 1          | 2005 | Đan Mạch Mở rộng (1)                      | Muhammad Hafiz Hashim         | 17–14, 15–8          |
| 1          | 2005 | Malaysia Mở rộng (2)                      | Lâm Đan                       | 17–15, 9–15, 15–9    |
| 1          | 2004 | Trung Hoa Đài Bắc Mở rộng                 | Quan Minh Hồng                | 15–4, 15–10          |
| 2          | 2004 | Singapore Mở rộng                         | Kenneth Jonassen              | 15–17, 4–15          |
| 1          | 2004 | Malaysia Mở rộng (1)                      | Park Sung-hwan                | 15–13, 15–12         |
| 1          | 2003 | Malaysia Satellite                        | Quan Minh Hồng                | 15–7, 15–9           |
| 2          | 2003 | India Satellite                           | Dương Giai Tân                | 5–15, 13–15          |
| 2          | 2003 | Malaysia Mở rộng                          | Trần Hoành                    | 9–15, 5–15           |

     giải đấu trong hệ thống Super Series
     giải đấu trong hệ thống Grand Prix Gold và Grand Prix